# Solidaridad Francesa

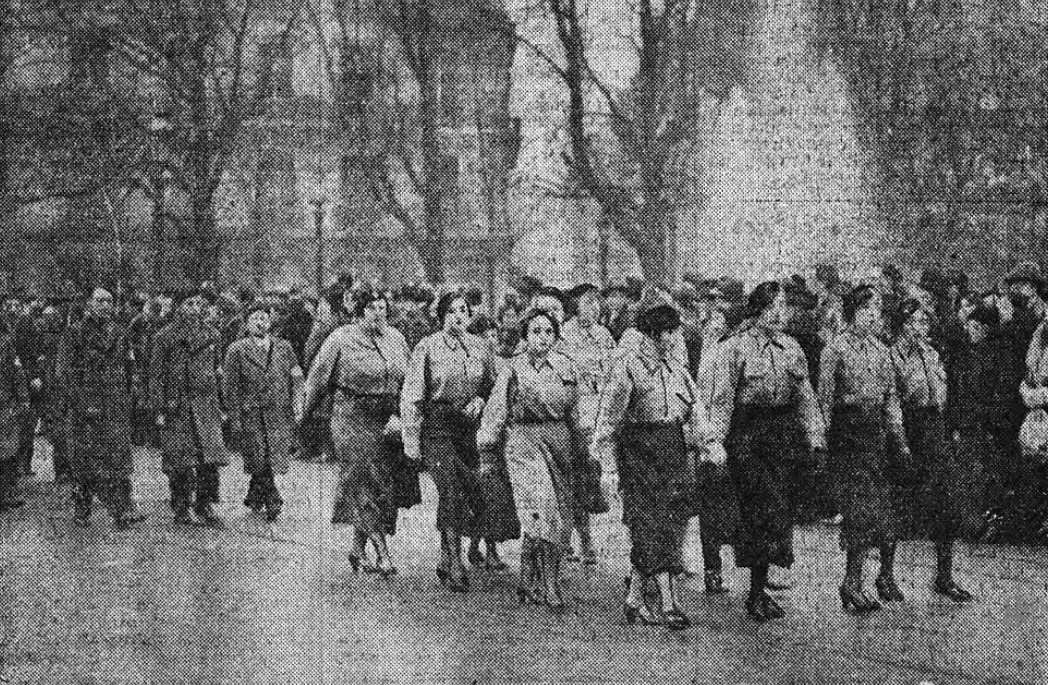
La delegación de las Damas de la Solidaridad Francesa en el 6 de febrero de 1934

Solidaridad Francesa (en francés: Solidarité Française) es una de las ligas de extrema derecha que existió de 1933 a 1939 en Francia. Fue creada en la primavera de 1933 por François Coty (1874-1934), el célebre creador de perfumes Coty, antiguo dueño del diario Le Figaro y propietario del periódico L’Ami du Peuple.
Su programa se publica por primera vez en L’Ami du Peuple el 24 de marzo de 1933 bajo el título "Reforma del Estado". Entonces se posiciona en la tradición plebiscitaria bonapartista, de igual modo que los Jóvenes Patriotas. Al mismo tiempo, la nueva liga tiene la impronta del Fascismo italiano: desfilando a marcha ligera, uniformados con la camisa azul y el saludo romano. Así como el tema del corporativismo, desarrollado en la liga por Louis Mouillesaux. Defendía postulados antisemitas, aunque a su vez reclutaba a norteafricanos desempleados en sus filas. Dicha organización acuñó la expresión «Francia para los franceses», retomada tras la Segunda Guerra Mundial por la ultraderecha del país.